# Binchester
Binchester är en ort i unparished area Coundon, i kommunen Durham Storbritannien. Den ligger i grevskapet Durham och riksdelen England, i den centrala delen av landet, 400 km norr om huvudstaden London. Binchester ligger 126 meter över havet och antalet invånare är 271. Binchester var en civil parish 1866–1937 när blev den en del av Bishop Auckland. Civil parish hade 60 invånare år 1931.
Terrängen runt Binchester är platt åt sydost, men åt nordväst är den kuperad. Terrängen runt Binchester sluttar österut. Runt Binchester är det tätbefolkat, med 397 invånare per kvadratkilometer. Närmaste större samhälle är Darlington, 18,6 km söder om Binchester. Trakten runt Binchester består i huvudsak av gräsmarker.